# Keskranna
Koordinaten: 58° 12′ N, 22° 17′ O
Keskranna ist ein Dorf (estnisch küla) auf der größten estnischen Insel Saaremaa. Es gehört zur Landgemeinde Saaremaa (bis 2017: Landgemeinde Lääne-Saare) im Kreis Saare.

## Einwohnerschaft und Lage
Das Dorf hat 31 Einwohner (Stand 1. Januar 2016). Seine Fläche beträgt 2,48 km².
Der Ort mit seinen langen Sandstränden liegt an der Ostsee-Bucht Suur katel, südwestlich der Inselhauptstadt Kuressaare.